# Diracmått
Ett Diracmått är inom matematik ett enkelt mått som är koncentrerad i en punkt. Det är också ett sannolikhetsmått. Man behöver Diracmåttet i funktionalanalys eftersom man kan föreställa sig det på liknande sätt som distributionen Diracs delta-funktion.

## Definition
Låt {\displaystyle X\,} vara en mängd och {\displaystyle x\in X\,}. Ett Diracmått i {\displaystyle x\,} är en funktion {\displaystyle \delta _{x}:{\mathcal {P}}(X)\rightarrow [0,1]}, definierad som:
{\displaystyle \delta _{x}(A)=\left\{{\begin{matrix}1,&{\textrm {om}}\ x\in A\\0,&{\textrm {om}}\ x\,\not \in \,A.\end{matrix}}\right.}

## Egenskaper
- Man kan bevisa att Diracmåttets måttintegral för {\displaystyle f:X\rightarrow \mathbb {R} \,} är

{\displaystyle \int _{X}\,f\,d\delta _{x}=f(x).}
- Diracmåttet är singulärt med Lebesguemåttet i {\displaystyle \mathbb {R} ^{n}}.